# 斯特雷奇諾
斯特雷奇諾（Strečno）是斯洛伐克北部日利納州的一個村莊，日利納東北7公里處。斯特雷奇諾以其的哥特式城堡遺跡斯特雷奇諾城堡而聞名。斯特雷奇諾有人口約2648人。

## 外部連結
- Official site （页面存档备份，存于）
- Pictures of Strečno Castle （页面存档备份，存于）